# 東方見聞録

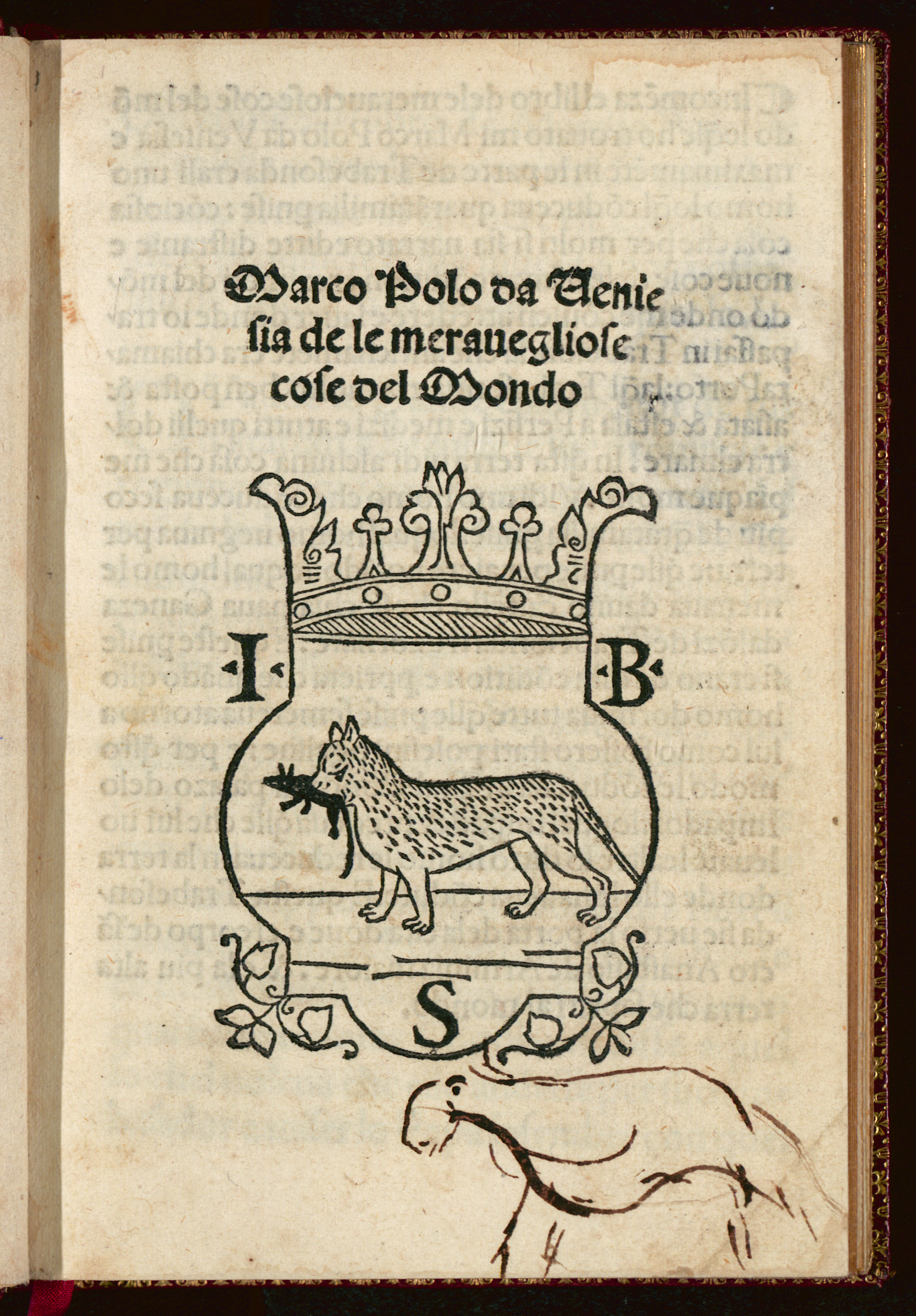
Delle meravigliose cose del mondo, 1496

『東方見聞録』（とうほうけんぶんろく）は、マルコ・ポーロがアジア諸国で見聞した内容の口述を、ルスティケロ・ダ・ピサが採録編纂した旅行記である。マルコもルスティケロもイタリア人であるが、本書は古フランス語で採録された。

## タイトル
原題は不明である。日本および韓国においては一般的に『東方見聞録』（韓:동방견문록/東方見聞錄）という名で知られているが、他国では『世界の記述』( “La Description du Monde”、“Le Devisement du monde” )、『驚異の書』( Livre des Merveilles ) とも呼ばれる。また、写本名では、『イル・ミリオーネ』（ “Il Milione”、100万）というタイトルが有名である。諸説あるが、マルコ・ポーロが帰国後百万長者になった、あるいはアジアで見たものの数をしばしば「100万」と表現したことでついたあだ名からとも、100万の嘘が書かれているからとも、マルコ・ポーロの姓 “Emilione” に由来するともいう。英語圏やスペイン語圏、中国語圏などでは『マルコ・ポーロ旅行記』（ “The Travels of Marco Polo”、“Los viajes de Marco Polo”、“馬可・波羅遊記” ）の名でも知られる。
日本語の『東方見聞録』という訳題は、明治期の中学東洋史教科書の記載に始まるもので、書名としては、1914年（大正3年）に刊行されたアカギ叢書版（佐野保太郎編） で初めて用いられている。これ以前の1912年（明治45年）に刊行された博文館版（瓜生寅訳）では、『まるこぽろ紀行』 という題名が用いられていた。

## 旅行の沿革
1271年にマルコは、父ニコロと叔父マッフェオに同伴する形で旅行へ出発した。ペルシャからパミール高原、ゴビ砂漠を越え、1275年に上都でフビライ・ハンに拝謁。ハンに重用され、元の各地に使節として派遣されるなど見聞を深めることとなる。そして1292年に船で泉州を発ち、セイロン、アラビア海をへて、1295年に3人でヴェネツィアに戻るという、実に四半世紀にわたる大旅行となった。
1295年に始まったピサとジェノヴァ共和国との戦いのうち、1298年のメロリアの戦いで捕虜となったルスティケロと同じ牢獄にいた縁で知り合い、この書を口述したという。

## 経由地 (現在の地名)

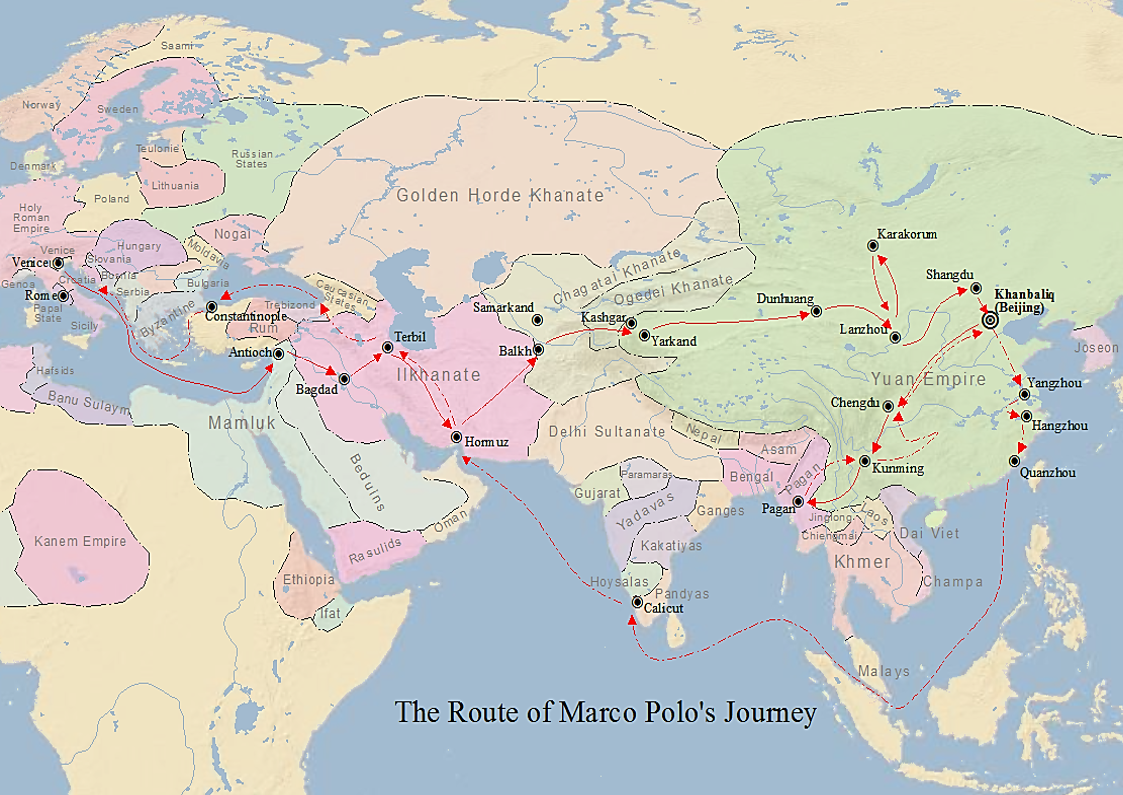
旅行ルート

### 1冊目
- アークル (アークル、ハイファ北東、イスラエル)
- エルサレム (エルサレム、イスラエル)
- ライアス (イスケンデルン、トルコ)
- カエサリア (カイセリ、トルコ)
- エルズルム (エルズルム、トルコ)
- トリス (タブリーズ、イラン)
- カズヴィン (ガズヴィーン、イラン)
- ヤズド、ザスディ (ヤズド、イラン)
- ケルマン (ケルマーン、イラン)
- コルモス、ホルムズ (バンダレ・アッバース、イラン)
- サプルガン (シバルガン、アフガニスタン)
- バルク、バラク (バルフ、アフガニスタン)
- ホータン (ホータン、中国)
- チャルチャン (チェルチェン、中国)
- 敦煌 (敦煌、中国)
- 寧夏 (インチョワン、中国)

### 2冊目
- ハンバリク・大都 (北京にあった元の首都、中国)
- ヤンジュウ (揚州、中国)
- スージュウ (蘇州、中国)
- キンサイ (杭州、中国)
- ザイトゥン (泉州、中国)

### 3冊目
- （経由地ではないが、ここにジパングの伝聞記事がある。）
- ビンディン (ダナン、ベトナム)
- ファーレック
- コイルム (コーラム、インド)
- タナ (ムンバイ北方、インド)

### 4冊目
- トレビゾンド (トラブゾン、トルコ)
- コンスタンティノープル (イスタンブール、トルコ)

## 内容

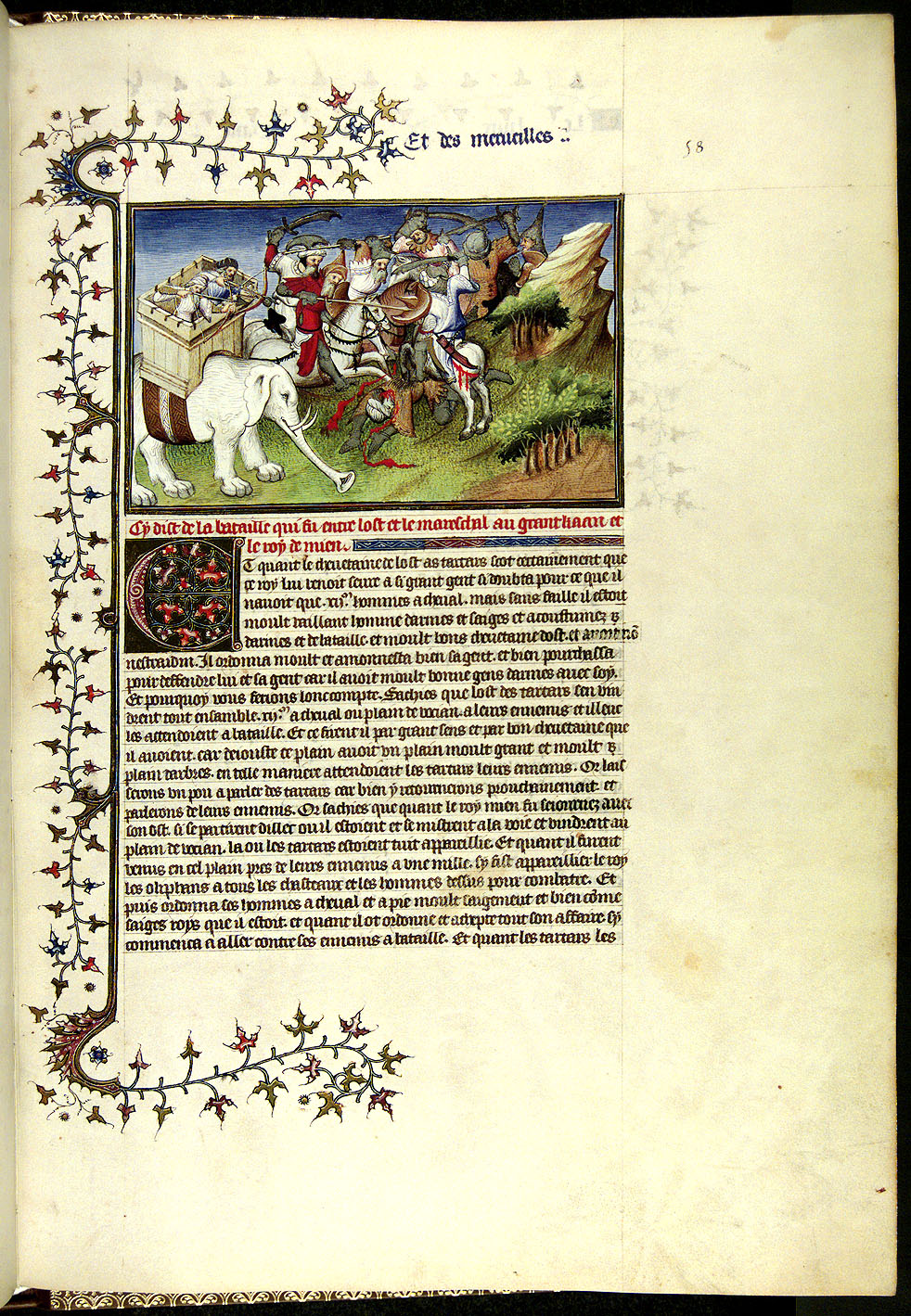
Il Milione

東方見聞録は4冊の本からなり、以下のような内容が記述されている。
- 1冊目 - 中国へ到着するまでの、主に中東から中央アジアで遭遇したことについて。
- 2冊目 - 中国とクビライの宮廷について。
- 3冊目 - ジパング（日本）・インド・スリランカ、東南アジアとアフリカの東海岸側等の地域について。
- 4冊目 - モンゴルにおける戦争と、ロシアなどの極北地域について。

### 黄金の国ジパング
日本では、ヨーロッパに日本のことを「黄金の国ジパング」(Cipangu) として紹介したという点で特によく知られている。しかし、実際はマルコ・ポーロは日本には訪れておらず、中国で聞いた噂話として収録されている。
東方見聞録によると、「ジパングは、カタイ（中国北部）（書籍によっては、マンジ（中国南部）と書かれているものもある）の東の海上1500マイルに浮かぶ独立した島国で、莫大な金を産出し、宮殿や民家は黄金でできているなど、財宝に溢れている。また、ジパングには、偶像を崇拝する者（仏教徒）と、そうでない者とがおり、外見がよいこと、また、礼儀正しく穏やかであること、葬儀は火葬か土葬であり、火葬の際には死者の口の中に真珠を置いて弔う習慣がある。」といった記述がある。「莫大な金を産出し」というのは、遣隋使以降日本の中国使節はその滞在費用として砂金を持ってきたこと、「宮殿や民家は黄金でできている」というのは中尊寺金色堂の様子が誇張されて中国に伝わったこと等を核に日本の黄金伝説が形成されたのではないかという仮説も提示されている。

### 東インド諸島～インドに関する記述
ジャワ島については、甚だ裕福な島であり、胡椒、ナツメグ、ジャコウ、カンショウ（甘松）、バンウコン、クベバ、クローブなど、世界中の香料がここで生産され、極めて多くの船舶と商人がこの島を目指し、大量の商品を仕入れて巨利を得ていると述べられている。スマトラ島については、キャラ、カンショウ、その他、ヨーロッパまではもたらされない高価な香料を生産しており、北西部に位置するランブリ王国については、「樟脳、その他の香料を豊富に生産している」と述べられている。インドについては、「胡椒、シナモン、生姜」、またボンベイの近くで生産されていたとされる「褐色の香木」への言及があり、アラビア商人と中国商人とが盛んな取引を見せるマイバール沿岸地帯随一のコイラム港の解説がある。このあたりは、ブラジルスオウ材、インディゴ、胡椒の生産地であり、胡椒木の栽培法、インディゴの凝縮法が詳しく述べられている。当時のインドに存在していたとされるメリバール王国については、胡椒、生姜を大量に産出し、シナモンその他の香料も豊富で医薬品の材料になったツルペス（インドヤラッパ）やインド産各種のナッツ類も出回っており、世界に類を見ない極上品である様々な亜麻布、他にも貴重な物資があふれていると述べられている。このような記述は、マルコ・ポーロが、こうした東洋との交易における、最も貴重な物質についての知識を蓄えていたことを示していると考えられる。

### 中国についての記述
襄陽の戦いに参加したとの記述があるが、マルコ・ポーロが到着したとされる2年前に戦いは終わっている。また、中国側の文献には、マルコ・ポーロと思われる人物の記録は見当たらない。
中国国内において興味が引かれるであろう建造物や日常生活に関する事象についても沈黙している部分が多い。例えば、万里の長城の記述、若い娘の足を堅く縛る纏足、鵜飼の漁の話、印刷術や中国の文字、中国茶、茶店の話が全く述べられておらず、儒教や道教についてのコメントもない。これはマルコ・ポーロが、実際には中国へ赴いていなかったのではないかという理由が考えられる。しかし、歴史学者のジョン・ラーナーはこの説に疑問を呈している。
ラーナーの指摘によると、現代の万里の長城は16世紀に建設されたもので見聞録に言及が無いのは不自然ではない。また、纏足については一部の上流階級の娘だけに行われていたもので、広く民衆に浸透した風習ではなく、マルコが目にしなかったとしても不思議ではない。儒教については、「先生」という呼称で道教の修道僧の話が短いながら述べられている。中国茶はマルコが滞在していた中国の北部と中央部には伝播していなかった。
タカラガイの貝貨が雲南で使われていたと語っており、貝貨のレートは80個＝銀1サジュ（3.6グラム）で、80個単位で紐でまとめられていた。『元史』や『元典章』など他の文献でも雲南の貝貨についての記述があり、整合性はある。

## 流布
当時のヨーロッパの人々からすると、マルコ・ポーロの言っていた内容はにわかに信じ難く、彼は嘘つき呼ばわりされたのであるが、その後多くの言語に翻訳され、手写本として世に広まっていく。後の大航海時代に大きな影響を与え、またアジアに関する貴重な資料として重宝された。探検家のクリストファー・コロンブスも、1483年から1485年頃に出版された1冊を持っており、書き込みは計366箇所にも亘っており、このことからアジアの富に多大な興味があったと考えられている。
祖本となる系統本は早くから散逸し、各地に断片的写本として流布しており、完全な形で残っていない。こうした写本は、現在138種が確認されている。

### 諸写本の系統
本書は異本が多いことで知られる。現存する写本は7つの系統に大別され、さらに2グループにまとめられている。その関係は以下のように整理されている。
グループA（F系）
1. フランス語地理学協会版 (F)
フランス国立図書館 fr. 1116 写本。イタリア語がかった独特のフランス語で書かれている。1824年フランス地理学協会から公刊されたため「地理学協会版」の名がある。執筆者であるリュスタショー・ド・ピズ（ルスティケロ・ダ・ピサ）の名前が明記されている。写本自体は14世紀初頭の成立だが、最も原本に近いものと考えられている。全234章。ただし、イタリア語訛りのフランス語で書かれており、月村 (2012) はイタリアからフランスのヴァロア公シャルルに届けられた訛りのないフランス語のフランス国立図書館fr. 2810 写本が失われた原本により近い祖本であり、内容の点でも妥当であろうと結論する。なお、fr. 2810 写本はその後豪華本が作られフランスの王家に代々受け継がれてきた。
2. フランス語グレゴワール版 (FG)
標準フランス語で書かれた写本群。フランス国立図書館 fr. 5631 写本に編者として「グレゴワール」という人物の名前があることから、グレゴワール版と総称される。1308年ごろ成立か。内容と構成はFに酷似しているが、Fの末尾の28 - 32章分を欠き、恣意的な改変もみられる。Fの兄弟写本の1本から標準フランス語に書き直されたものと推定されている。ヘンリー・ユールによる英訳（1875年）の底本。
3. トスカナ語版 (TA)
トスカナ語で書かれた写本群。Fに近い写本から翻訳されたものと考えられている。Fの末尾の7章分を欠く。
4. ヴェネト語版 (VA)
ヴェネト語で書かれた写本群。Fに近い写本から翻訳されたものと考えられている。Fの末尾にあるモンゴル国家の歴史の章を欠く。
5. ピピーノのラテン語版 (P)
ボローニャのドミニコ会修道士フランチェスコ・ピピーノによるラテン語訳。VAからの翻訳だと推定されている。ピピーノは序文でマルコ自身と叔父マフェオの死（1310年）に触れており、ポーロ家と面識があったか、それに近い関係にあったものと推測されている。分量的には主要テクストの中で最も短い。1485年にアントウェルペンで初めて出版され、コロンブスが所持していたのもこの系統の本である。
グループB（Z系）
6. ラムージオのイタリア語版 (R)
ジョヴァンニ・バッティスタ・ラムージオによるイタリア語訳で、1559年ヴェネツィアで出版された『航海旅行記』(Navigazioni e Viaggi) 第2巻に収められた。Pが主底本であるが、それに含まれない記事も含んでおり、Z系統の写本、およびVAとは別系統のヴェネト語版写本 (VB) を集成したものと推定されている。
7. ラテン語セラダ版 (Z)
スペインのセラダ枢機卿の旧蔵書で、トレド大聖堂の古文書庫に収められていたものが1932年に発見された。FになくR・Zにしか見られない記事は200箇所以上あり、そのうち5分の3はZにしか見られない。

## 影響
1300年頃マルコ・ポーロが本書で「モンゴル帝国」を紹介したように、イブン・バットゥータやルイ・ゴンサレス・デ・クラヴィホも東方の情報を伝えた。
1355年にはイブン・バットゥータの口述をイブン・ジュザイーが筆記した「諸都市の新奇さと旅の驚異に関する観察者たちへの贈り物」でマリーン朝に、ジョチ・ウルス・トゥグルク朝（インド）・サムドラ・パサイ王国（スマトラ）・シュリーヴィジャヤ王国（マラッカ）・マジャパヒト王国（ジャワ）・元（首都の大都、当時世界最大の貿易港の一つ泉州）を紹介した。イブン・バットゥータの翻訳がヨーロッパにもたらされたのは19世紀になってからである。
1406年にはルイ・ゴンサレス・デ・クラヴィホが「ティムール紀行」で、モンゴル帝国の後継国家のひとつ「ティムール朝」を紹介した。
この後も東方見聞録こそが大航海時代の探検家にとって、アジアを目指す原動力として機能し、コロンブス・コルテス、マゼランらがヨーロッパの白人世界に富をもたらすことになった。
16世紀初頭には、ポルトガル人トメ・ピレスが、マラッカに滞在していた時に見聞した情報をまとめた『東方諸国記』を著した。

## 映像作品
映画
- マルコ・ポーロの冒険（1938年、アメリカ合衆国）
- マルコ・ポーロ 大冒険（1965年、フランス・イタリア・ユーゴスラヴィア・アフガニスタン）
- カンフー東方見聞録（1975年、香港）

テレビドラマ
- マルコ・ポーロ シルクロードの冒険（1982年、日本・イタリア・アメリカ合衆国・西ドイツ・中国）
- マルコ・ポーロ 東方見聞録（2008年、アメリカ合衆国）

アニメ
- アニメーション紀行 マルコ・ポーロの冒険（1979年 - 1980年、日本）